# Breitengüßbach
Breitengüßbach is een gemeente in de Duitse deelstaat Beieren, en maakt deel uit van het Landkreis Bamberg.
Breitengüßbach telt 4.464 inwoners.
Breitengüßbach is een voorstadje van het 10 km ten zuiden ervan gelegen Bamberg, waarmee het door spoorlijnen verbonden is. Het ligt aan de Autobahn A 73 en de Bundesstraße 279.
Altendorf ·
Baunach ·
Bischberg ·
Breitengüßbach ·
Burgebrach ·
Burgwindheim ·
Buttenheim ·
Ebrach ·
Frensdorf ·
Gerach ·
Gundelsheim ·
Hallstadt ·
Heiligenstadt i.OFr. ·
Hirschaid ·
Kemmern ·
Königsfeld ·
Lauter ·
Lisberg ·
Litzendorf ·
Memmelsdorf ·
Oberhaid ·
Pettstadt ·
Pommersfelden ·
Priesendorf ·
Rattelsdorf ·
Reckendorf ·
Scheßlitz ·
Schlüsselfeld ·
Schönbrunn i.Steigerwald ·
Stadelhofen ·
Stegaurach ·
Strullendorf ·
Viereth-Trunstadt ·
Walsdorf ·
Wattendorf ·
Zapfendorf